# Poliaminokarboksilna kislina
Poliaminokarboksilne kisline (oz. poliaminokarboksilati, če so v anionski obliki) so skupina spojin, ki vsebuje več aminskih in karboksilnih skupin. So kelatni ligandi, ki močno vežejo kovinske ione. V glavnem se uporabljajo za kvalitativno in kvantitativno določanje kovinskih ionov, saj lahko s strukturnimi modifikacijami dosežemo visoko specifičnost vezave za določene kovinske ione. Njihovi kompleksi z lantanoidi, predvsem gadolinijevi, pa se uporabljajo v medicini kot kontrastna sredstva pri diagnostiki z magnetno resonanco.
Najbolj znan in uporabljan predstavnik poliaminokarboksilnih kislin je etilendiaminotetraocetna kislina (EDTA).  Obstajajo številni drugi poliaminokarboksilati z drugačnimi fizikalno-kemijskimi in strukturnimi lastnostmi (topnost, pH, selektivnost, specifičnost...)
- EDDS
- EGTA
- BAPTA
- DTPA